# Милан Kнежевић (амбасадор)
Милан Кнежевић (Подбабље, код Имотског, 17. септембар 1921) био је учесник Народноослободилачке борбе, друштвено-политички радник СФРЈ и дипломата.

## Биографија
Рођен 17. септембра 1921. у Подбабљу, код Имотског.
Учесник је Народноослободилачке борбе од 1941, а члан је Комунистичке партије Југославије (КПЈ) од 1943. године. Након рата је био организациони секретар Окружног комитета СКОЈ у Травнику и Мостару. Био је секретар Среског комитета КПЈ у Лиштици, Приједору и Брчком.
Завршио је Правни факултет. Био је директор Политичке школе Централног комитета Савеза комуниста Босне и Херцеговине и директор Новинско-издавачког предузећа „Ослобођење” у Сарајеву. Био је члан Централног комитета Савеза комуниста Босне и Херцеговине.
Од 1969. до 1973. био је амбасадор СФРЈ у Уједињеној Републици Танзанији.
Носилац је Партизанске споменице 1941. и других југословенских одликовања.